# Mol Campus
A MOL Campus a MOL cégcsoport székháza Budapest XI. kerületében, Nádorkert városrészben, a Lágymányosi-öböl északi partján, a Kopaszi-gát és az Infopark mellett. A kampusz a 2018-ban elkezdett BudaPart projekttel együtt valósult meg. Átadására 2022. december 8-án került sor.

## Mérete
A Foster + Partners által tervezett torony 28 emeletes, a laposabb, pódium része 5 emeletes. A legmagasabb, ember által igénybe vehető része 120 méter magasságban van. Erre épült rá az épület teteje az antennákkal és egyéb műszaki részekkel, gépészeti berendezésekkel együtt.
Az összességében 143 méter magasságú toronyház Magyarország legmagasabb irodaépülete. A városképi szempontból domináns hatású torony megépítését az építész szakma és a közvélemény részéről egyaránt éles esztétikai és urbanisztikai viták kísérték.
A felhőkarcoló besorolás ugyanakkor kérdéses, mert míg egyes források szerint 100, addig mások szerint 150 méter, avagy 40-50 emelet felett számít egy épület felhőkarcolónak.

## Képtár

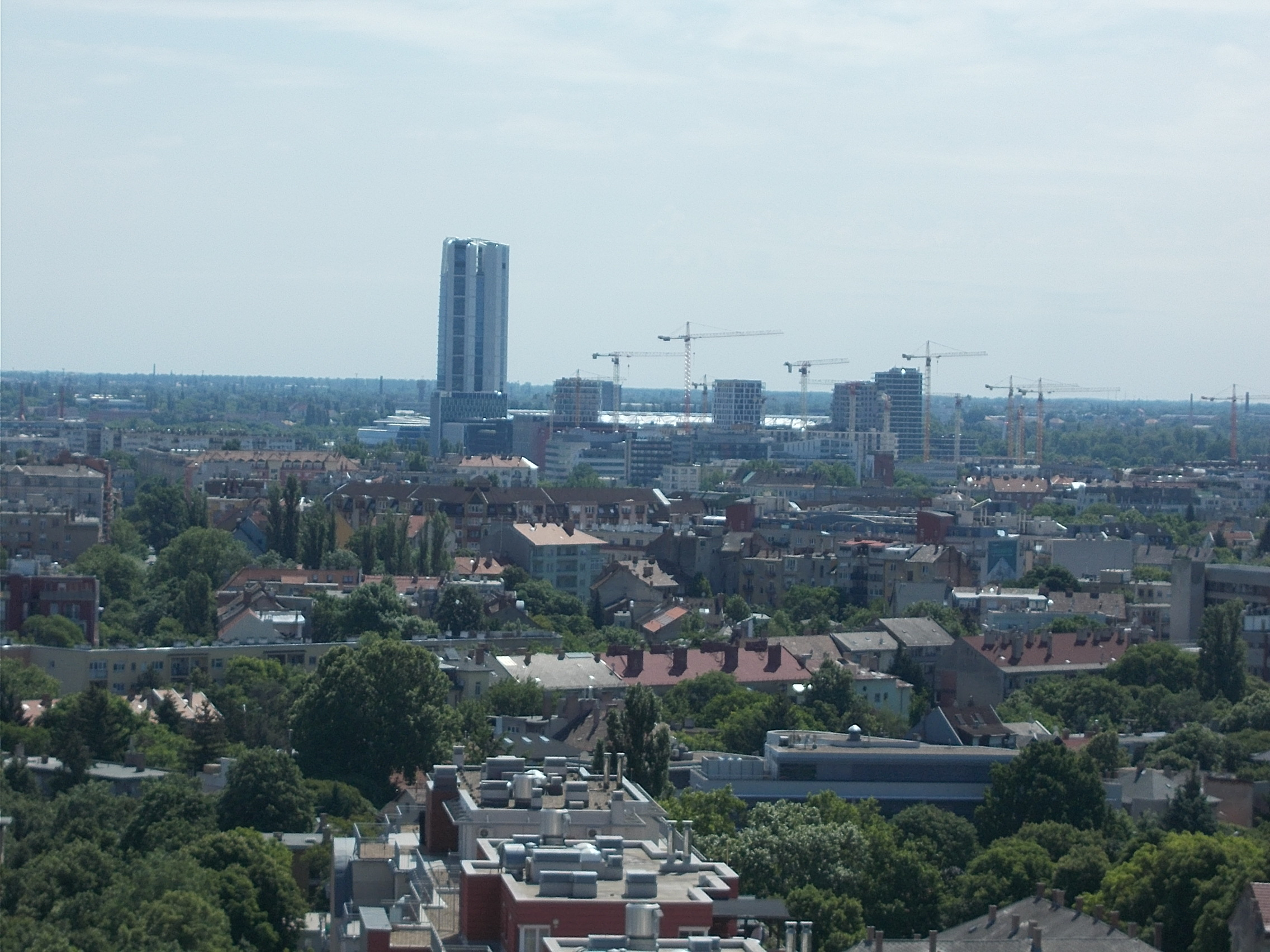
Távolról
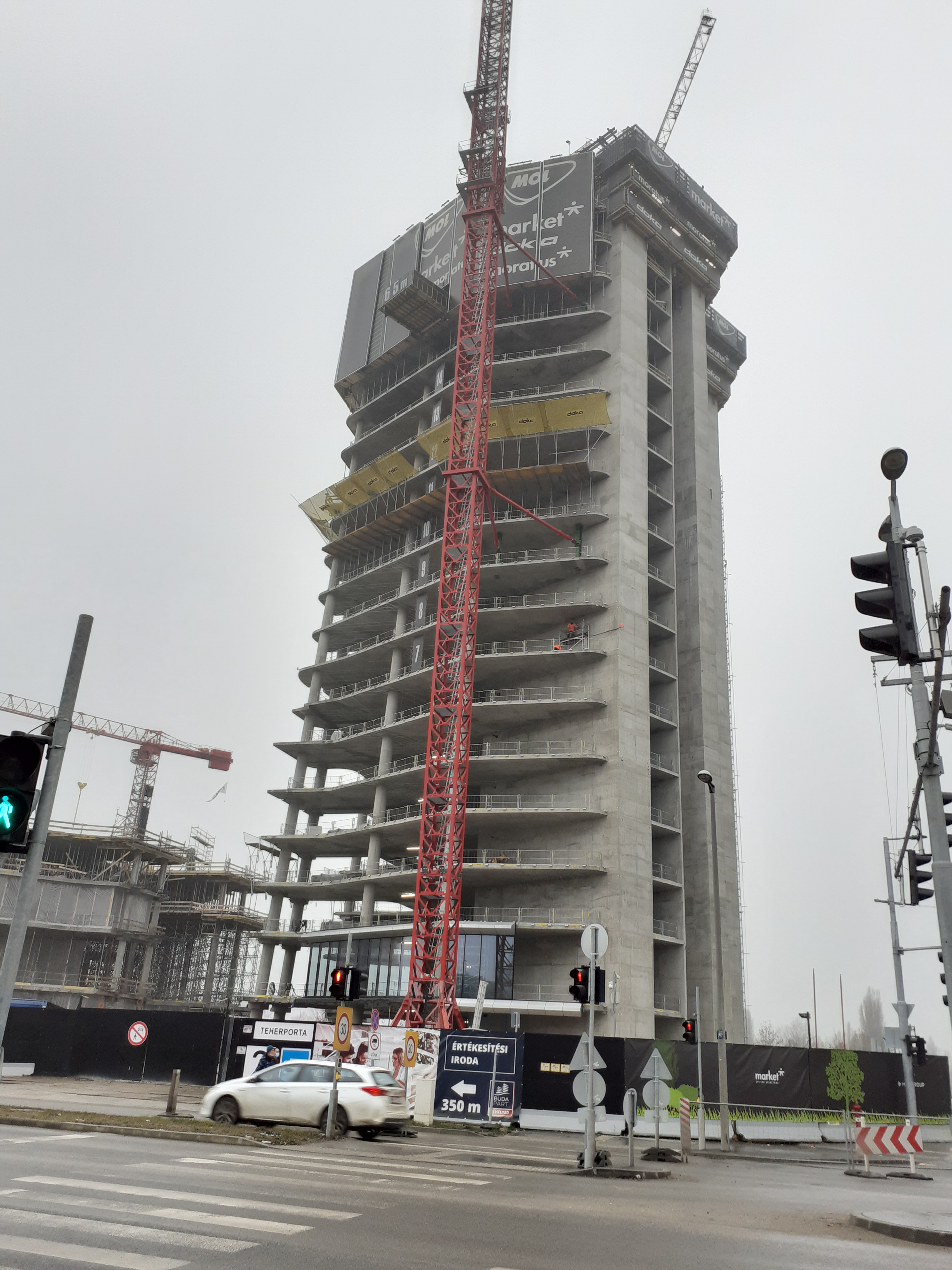
Építés közben
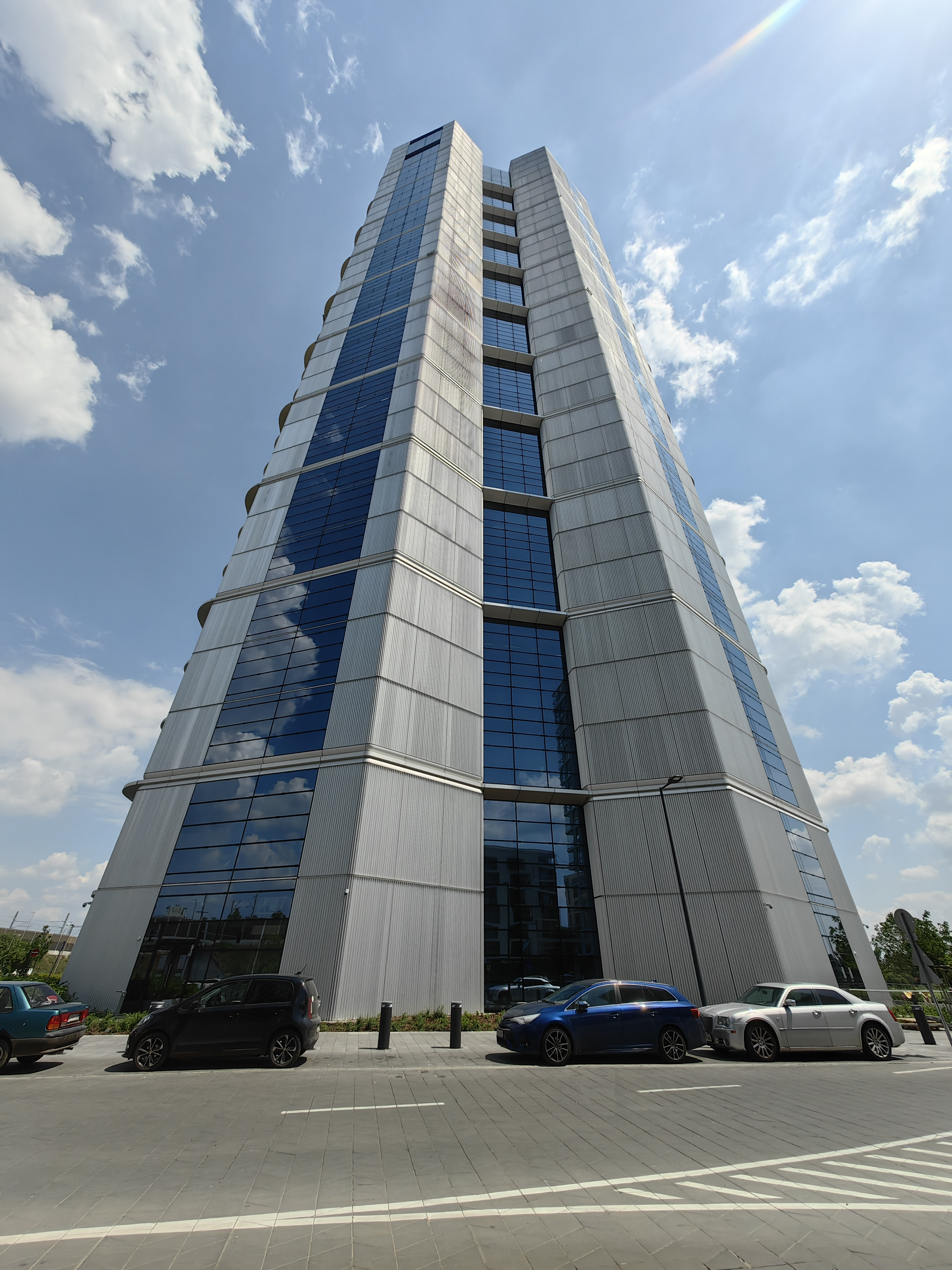
A torony
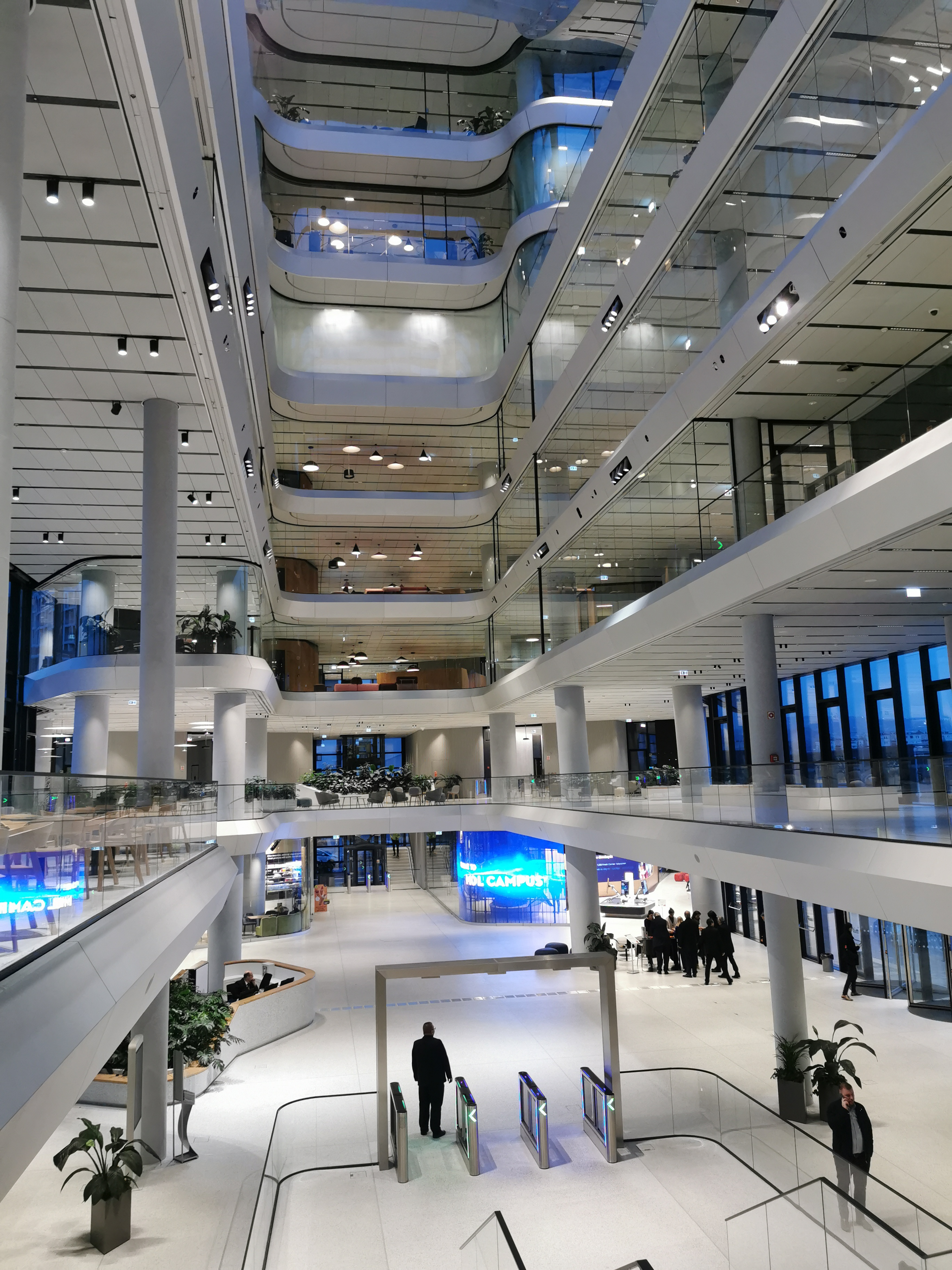
Épületbelső
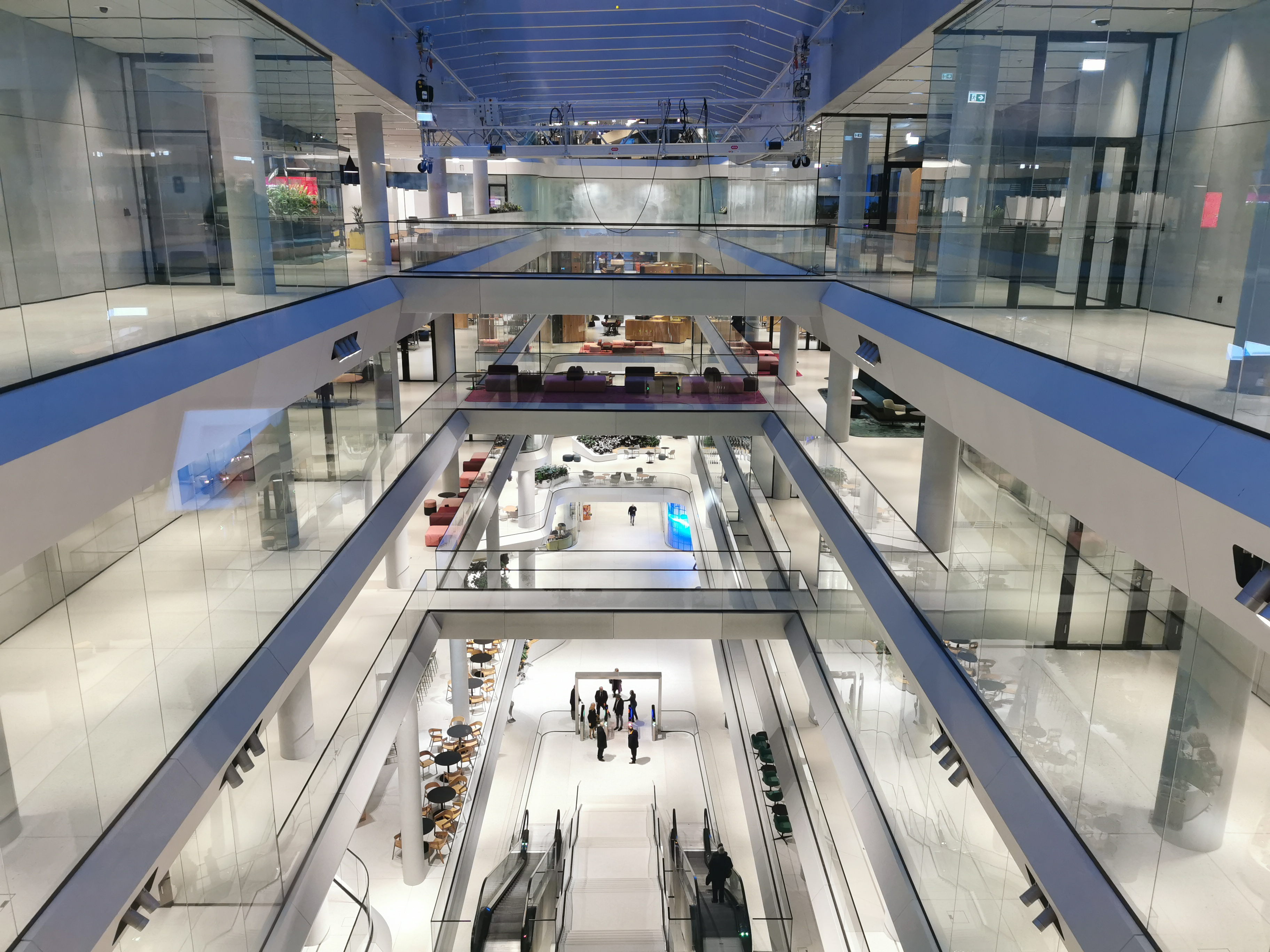
Épületbelső
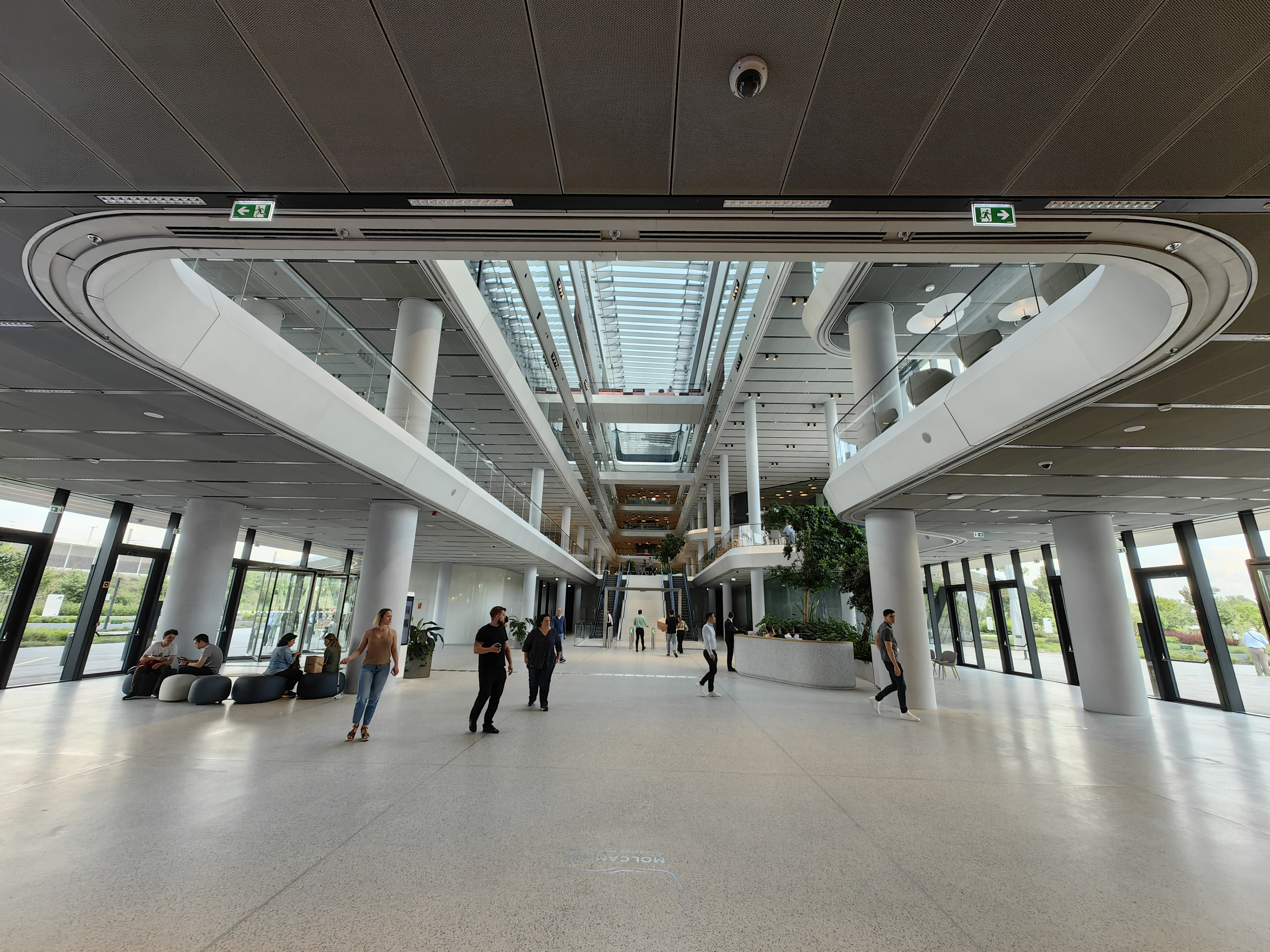
Épületbelső
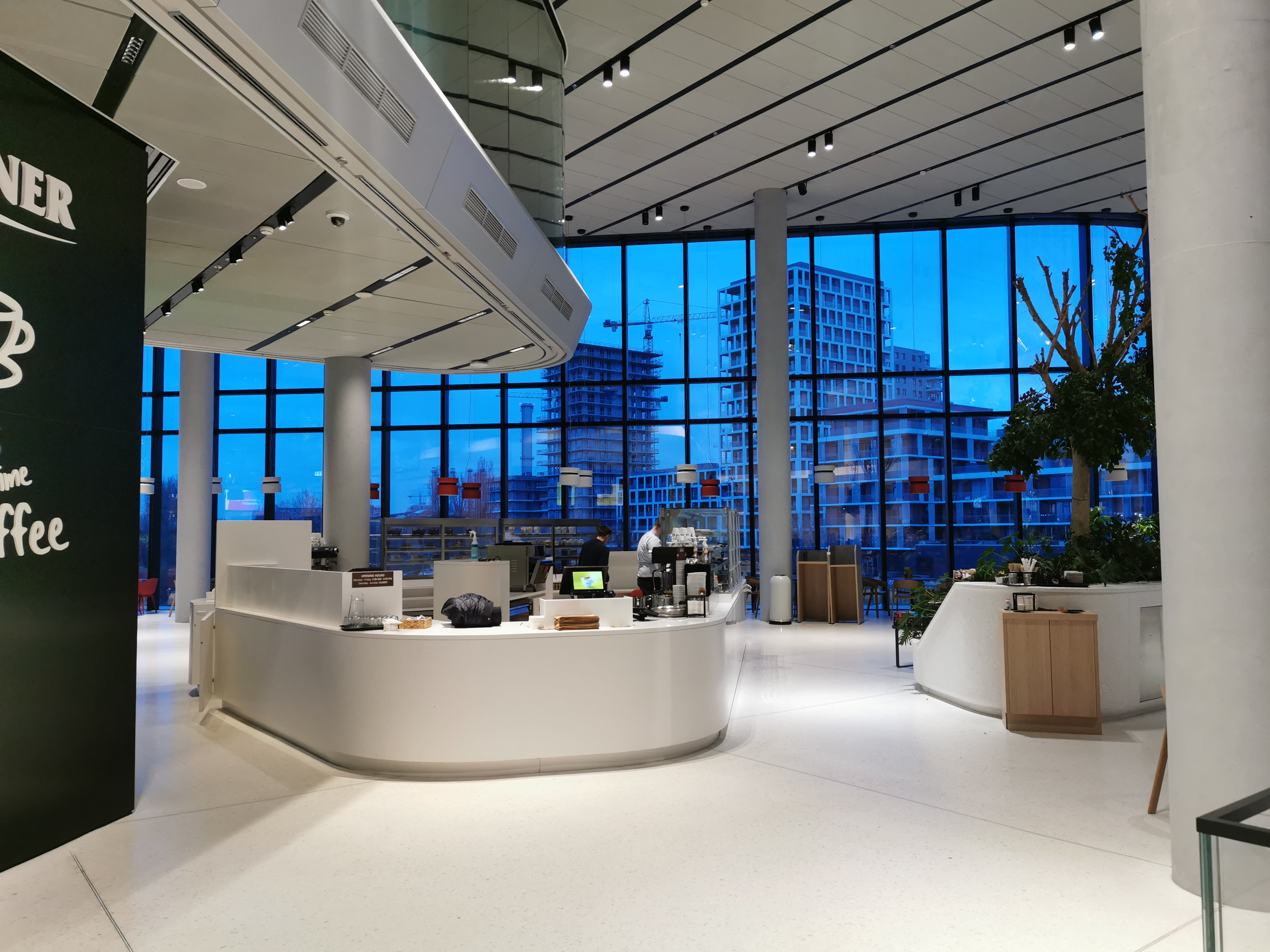
Épületbelső
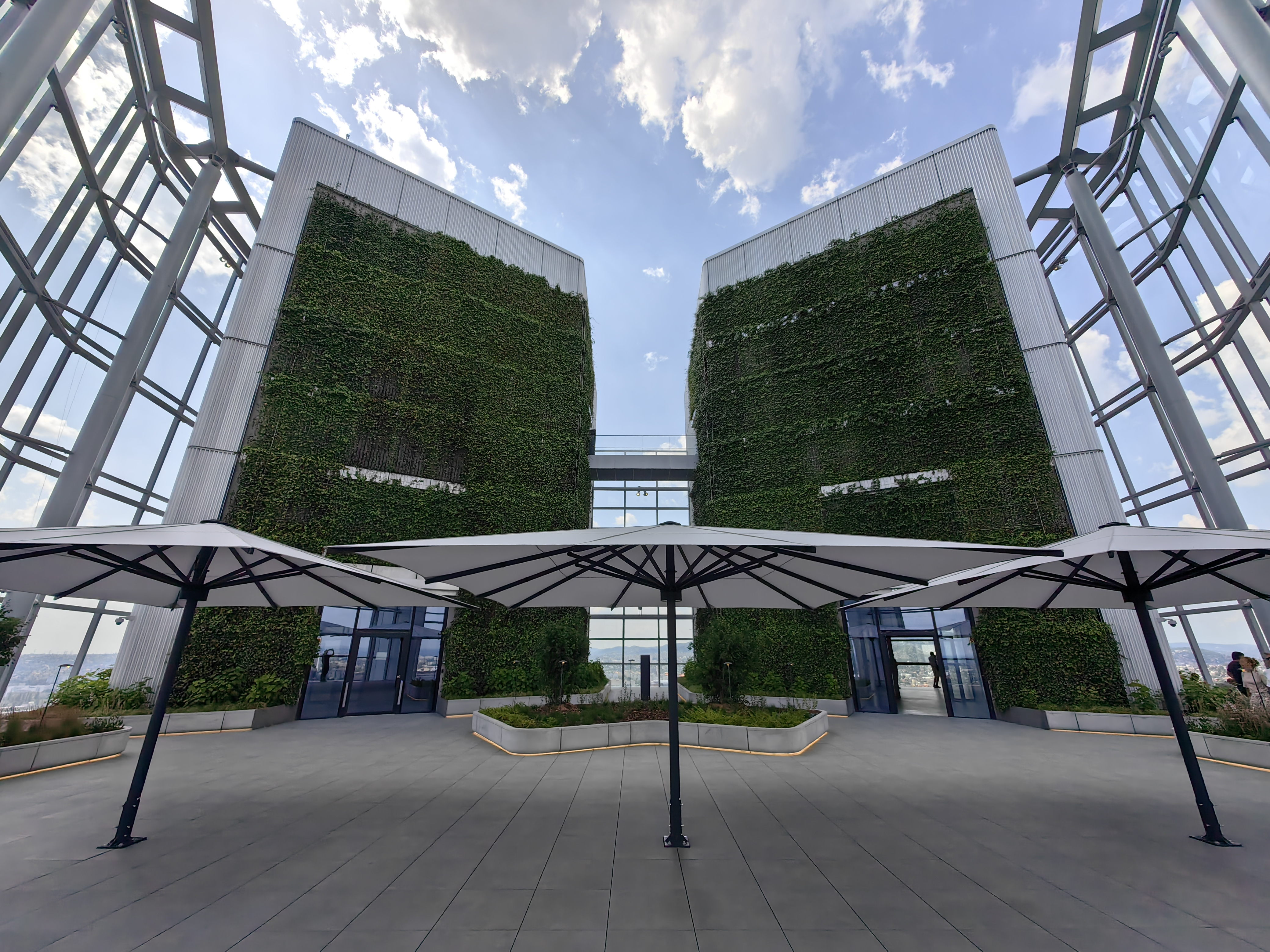
Kilátó
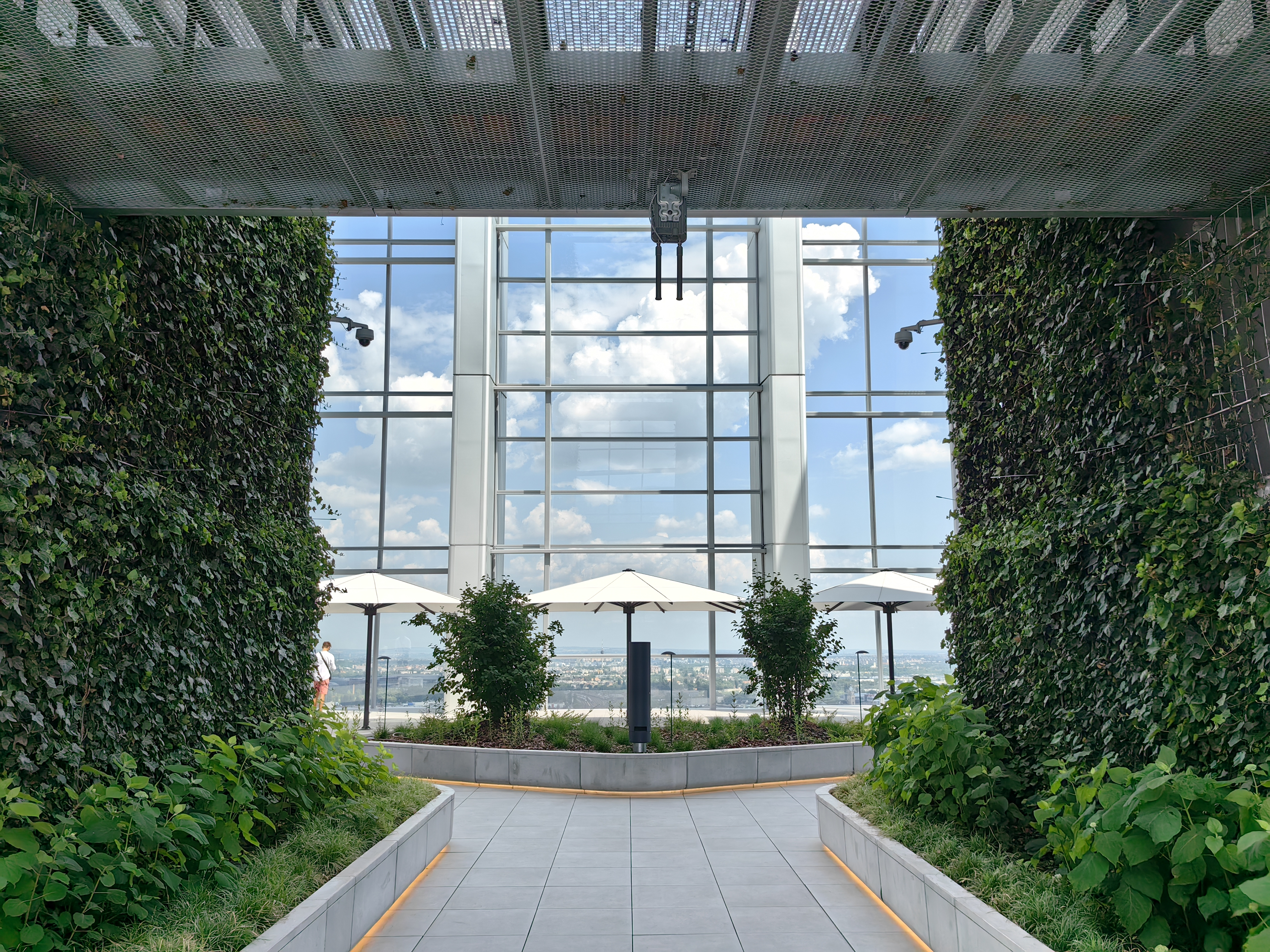
Kilátó
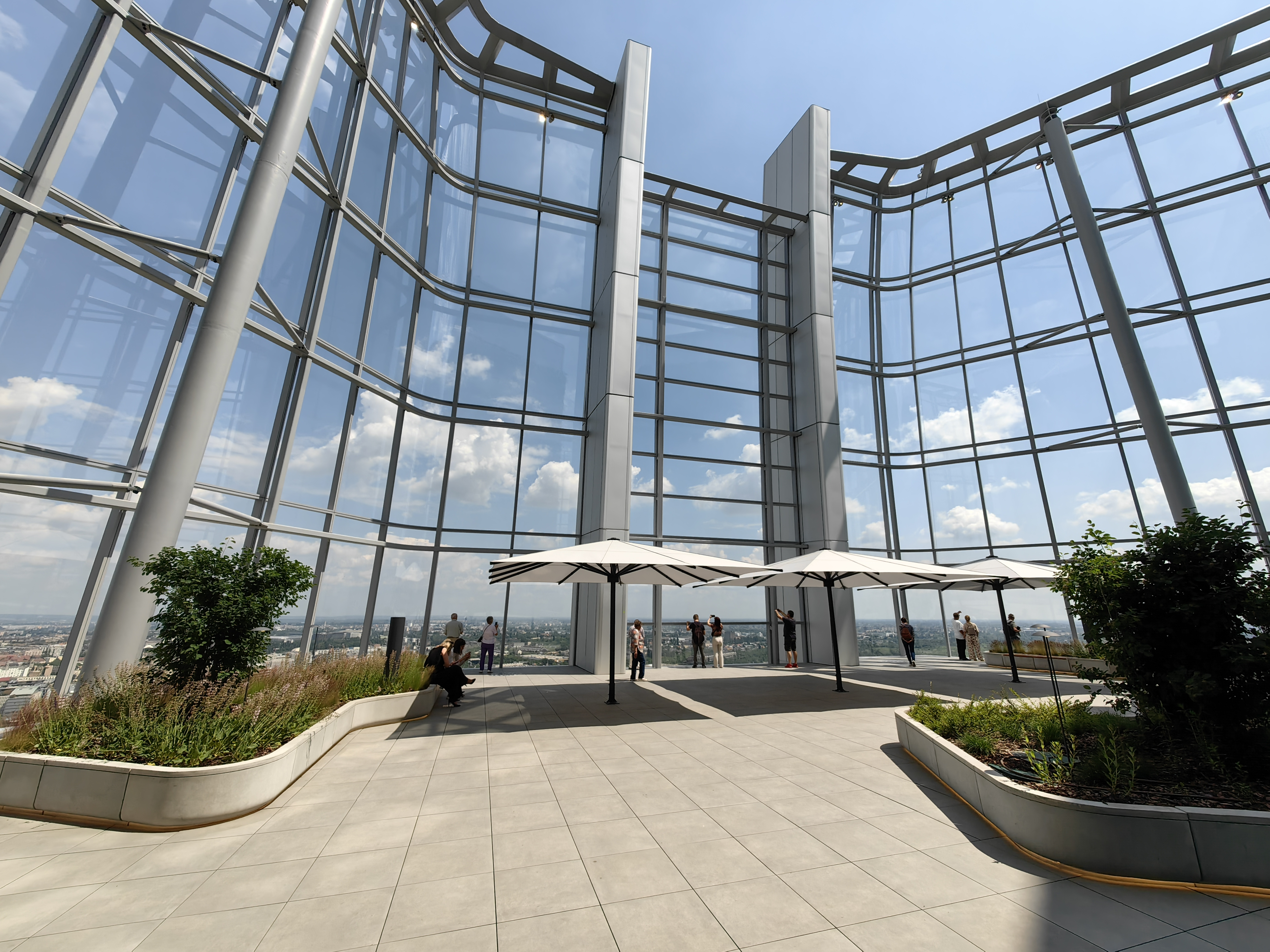
Kilátó
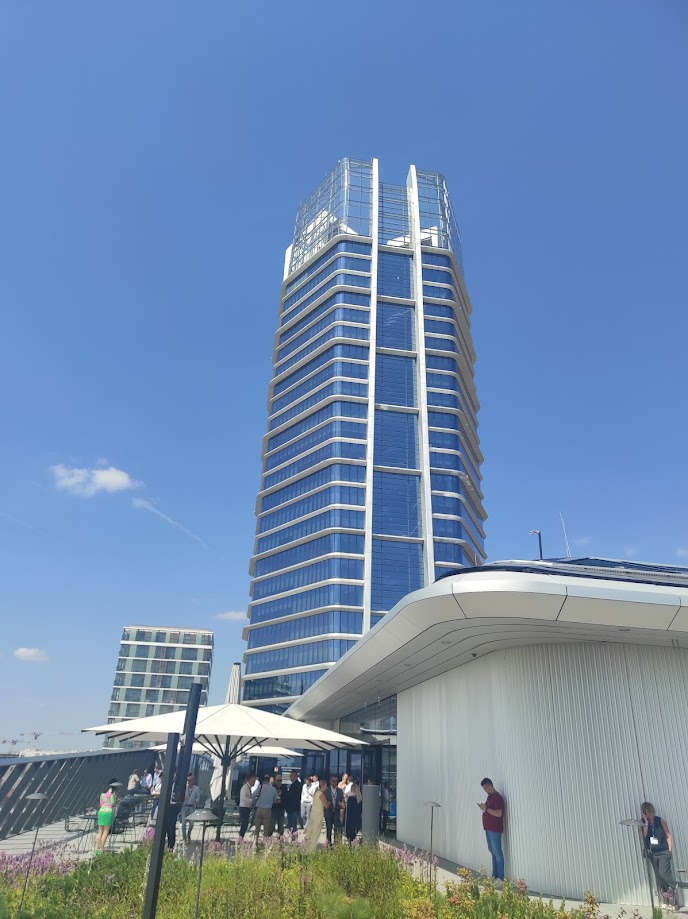
A MOL Campus tornya az ötödik emeleti teraszról